# Guy Blaise
Guy Blaise (* 12. Dezember 1980 in Aubange) ist ein belgisch-luxemburgischer Fußballspieler.

## Als Spieler

### Verein
Guy Blaise begann mit dem Fußball in der Jugendabteilung von Royal Excelsior Virton. 2000 kam er in die erste Mannschaft und wurde dort auch nach kurzer Zeit Stammspieler. 2002 stieg er dann in die zweitklassige EXQI-League auf. Im Juli 2016 verließ Blaise nach insgesamt 16 Jahren den Verein. Anschließend spielte er weiter im belgischen Amateurbereich, erst zwei Saisons für den RRC Longlier, dann sieben Jahre bei Meix-Devant-Virton und aktuell ist er für RUS Martelange aktiv.

### Nationalmannschaft
Guy Blaise absolvierte 30 Begegnungen für die A-Nationalmannschaft Luxemburgs.
Sein erstes Länderspiel machte er am 12. August 2009, als er bei der 0:1-Niederlage im Freundschaftsspiel gegen Litauen in der Startelf stand. Er kam u. a. in der Qualifikation zur Weltmeisterschaft 2010 in vier Partien zum Einsatz. Ab 2013 spielte er dann keine Rolle mehr in den Plänen von Nationaltrainer Luc Holtz.

## Als Trainer
In der Spielzeit 2017/18 war Blaise erst Jugendtrainer und später auch Co-Trainer der Ersten Mannschaft des belgischen Drittligisten Royal Excelsior Virton.